# Hydriomena obliquilinea
Hydriomena obliquilinea är en fjärilsart som beskrevs av Barnes och Mcdunnough 1917. Hydriomena obliquilinea ingår i släktet Hydriomena och familjen mätare. Inga underarter finns listade i Catalogue of Life.